# Lynne Frostick
Lynne Elizabeth Frostick, CBE (née le 2 février 1949) est une géographe et géologue britannique agréée. Elle est professeur de géographie physique à l'université de Hull jusqu'en 2014.
Ses intérêts de recherche portent sur la dynamique des sédiments et des écoulements dans les rivières et les estuaires et les problèmes interdisciplinaires associés aux déchets. L'installation de modélisation physique qu'elle a développée à The Deep fait partie du projet européen HYDRALAB.
Elle siège au comité de rédaction de The Geographical Journal et la présidence du groupe d'experts gouvernemental pour les femmes en STEM. Frostick est sur la chaise de la British Society for Geomorphology. Elle est membre du groupe d'experts gouvernemental sur les carrières scientifiques . En 2009, elle reçoit un UKRC Women of Outstanding Achievement Award. Frostick a publié plus d'une centaine d'articles et de livres, traversant des disciplines telles que la physique, les mathématiques et l'ingénierie hydraulique . Elle est actuellement membre du conseil d'administration du conseil d'administration de l'Agence de l'environnement pour la gestion des risques d'inondation et des risques côtiers.

## Éducation
Frostick fait ses études à la Dartford Grammar School for Girls for Secondary School de 1960 à 1966. Elle fréquente ensuite l'université de Leicester (BSc Geology, 1970), et termine son doctorat en 1975 à l'université d'East Anglia avec une thèse intitulée Sediment Studies in the Deben Estuary, Suffolk, England. Elle a une formation en sciences de l'environnement, ce qui ouvre la voie à son intérêt pour la géologie et la géographie.

## Carrière
Le premier travail de Frostick est un docent à Birkbeck, université de Londres, de 1974 à 1987. Elle est maître de conférences au Royal Holloway, université de Londres, de 1987 à 1990. Elle est ensuite maître de conférences à l'université de Reading jusqu'en 1996.
En plus de son travail universitaire, Frostick est membre du Comité consultatif régional de protection de l'environnement du Nord-Est de 1997 à 2006. Elle est la première femme secrétaire honoraire de 1988 à 1991. Elle est la deuxième femme présidente de la Société géologique de Londres de 2008 à 2010.
Lorsque Frostick est étudiante en 1967, la théorie de la tectonique des plaques n'est pas enseignée. Ainsi, pour expliquer le phénomène géologique d'expansion des fonds marins, on lui a plutôt appris les eugéosynclines et les miogéosynclines. Bien qu'elle sache que cela n'explique pas complètement la théorie, elle n'a pas abandonné la géologie, et lorsque la théorie de la tectonique des plaques est révélée, elle considère que la pièce manquante a été trouvée. Dans le livre À notre époque : le compagnon de la série Radio 4, Frostick aborde en profondeur les modèles stochastiques et comment ils aident à prédire où les tremblements de terre pourraient se produire en raison de l'accumulation de stress et de l'augmentation de l'activité sismique. Cependant, elle souligne que nous ne pouvons pas dire avec certitude quand un tremblement de terre se produira car c'est assez difficile et cela passerait d'un modèle stochastique à un modèle déterministe.
Frostick est nommée commandeur de l'ordre de l'Empire britannique (CBE) dans les honneurs du Nouvel An 2022 pour ses services de gestion des risques d'inondation et de l'érosion côtière.